# Shaheen-III
Shaheen-III là tên lửa đạn đạo đất đối đất tầm trung do Pakistan sản xuất, nó được thử nghiệm lần đầu tiên vào ngày 9 tháng 3 năm 2015.
Việc phát triển được thực hiện bí mật vào đầu thập niên 2000 nhằm làm đối trọng với tên lửa Agni-III của Ấn Độ, Shaheen-III có tầm bắn 2750 km (1700 dặm) và mang đầu đạn nổ thông thường lẫn đầu đạn hạt nhân.
Shaheen đã được thử nghiệm thành công vào ngày 9 tháng 3 năm 2015 với dải 2750 km (1700 dặm), có thể cho phép mọi góc của Ấn Độ và đi sâu vào các phần của Trung Đông Bắc Phi và Nam Âu. 
Chương trình Shaheen bao gồm hệ thống nhiên liệu rắn tương phản với chương trình Ghauri chủ yếu dựa trên hệ thống nhiên liệu lỏng. Với sự ra mắt thành công của Shaheen ', nó vượt qua phạm vi của Shaheen-II - do đó nó là tên lửa dài nhất được đưa ra bởi quân đội.